# Diogo Fernandes de Oviedo
Diogo Fernandes (em castelhano: Diego Fernández;  fl. 1020 -c. 1046) foi um membro da mais alta nobreza dos reinos de Reino de Astúrias e Leão. Filho do Fernando Flaínez, conde em Leão, e de Elvira Pais — filha do conde Paio Rodrigues — teve vários filhos, incluindo a lo, a esposa de Rodrigo Dias de Vivar O Cid. Por seu bisavô, Fernando Bermudes, era parente próximo dos reis Fernando I de Leão  e Sancho Garcês III de Pamplona. 
Figura na documentação com a dignidade condal desde muito jovem e foi um membro proeminente da cúria régia.

## Matrimônios e descendência
O conde Diogo casou dois vezes. Com sua primeira esposa, Elvira Ovéquiz, filha do conde Oveco Sanches e a condessa Elo, teve duas filhas: 
- Onneca Mayor Dias, esposa de Gundemaro Iohannes (Eannes) [4] Em 1046, ambos, como executores do testamento dos  condes Diogo e Elvira, fez uma doação da Villa de Arabe para a Catedral de Oviedo.
- Aurovita Dias, casada com Munio Godesteis. [a]  Seu marido Munio é mencionado no Cantar de Mio Cid e provavelmente é o Muño Gustioz [5] que lutou ao lado do Cid e acompanhou a Jimena em sua viuvez.[6]

Seu segundo casamento foi com uma dama da linhagem Gundemaris, possivelmente chamada Cristina, filha de Fernando Gundemaris — filho de Gundemaro Piniolis e Muniadona — e Muniadona Ordonhes de quem teve a:
- Rodrigo Dias, conde em Astúrias. De acordo com o registro do Mosteiro de Corias em Astúrias, sua esposa pode ser uma Gontrodo com quem teve a Sancha e a Maior Rodrigues. [8][9]
- Fernando Dias,[10]  conde em Astúrias depois da morte de suo irmão, foi um dos sete condes que morreu na Batalha de Uclés em 1108. Fernando casou dois vezes: a primeira vez com Goto Gonçalves, filha do conde Gonçalo Salvadores e Elvira Dias, de quem não teve descendência.[b] . Sua segunda esposa, com quem teve seis filhos, foi Enderquina Munhoz, filha do conde Munio Gonçalves.[11]
- Jimena Dias, a esposa de Rodrigo Díaz de Vivar, O Cid.